# Nguyễn Thị Sen (thẩm phán)
Nguyễn Thị Sen (sinh ngày 22 tháng 12 năm 1960) là nữ thẩm phán trung cấp người Việt Nam. Bà từng là Chánh án Tòa án nhân dân tỉnh Thái Bình (2010-đến tháng 9 năm 2015). Bà là đảng viên Đảng Cộng sản Việt Nam

## Tiểu sử
Nguyễn Thị Sen sinh ngày 22 tháng 12 năm 1960, quê quán ở xã Trọng Quan, huyện Đông Hưng, tỉnh Thái Bình.
Bà có bằng Cử nhân Luật.
Bà từng là Thẩm phán trung cấp, Tỉnh ủy viên, Bí thư Ban cán sự Đảng Cộng sản Việt Nam TAND tỉnh Thái Bình, Chánh án TAND tỉnh Thái Bình.
Từ 10 tháng 9 năm 2015, bà thôi chức Chánh án Tòa án nhân dân tỉnh Thái Bình để nghỉ hưu theo chế độ, thay thế bà là ông Phạm Văn Thịnh.